# Un monde
Un monde (franz. für „Eine Welt“, internationaler englischsprachiger Titel Playground) ist ein Filmdrama von Laura Wandel, das im Juli 2021 bei den Internationalen Filmfestspielen von Cannes seine Premiere feierte. Un monde wurde von Belgien als Beitrag für die Oscarverleihung 2022 in der Kategorie Bester Internationaler Film eingereicht.

## Handlung
Die 7-jährige Nora muss wieder zur Schule gehen, und ihr Vater Finnigan und ihr großer Bruder Abel müssen sie regelrecht dazu zwingen, das neue Schulzimmer zu betreten, denn die beiden Geschwister waren bislang unzertrennlich. In den ersten Tagen redet Nora kaum ein Wort und verbringt ihre Pausen am liebsten mit Abel. Der wird von den älteren Mitschülern gehänselt, gemobbt und sogar verprügelt, und Nora erkennt, dass er nicht der starke große Bruder ist, zu dem sie immer aufgeschaut hat.

## Produktion

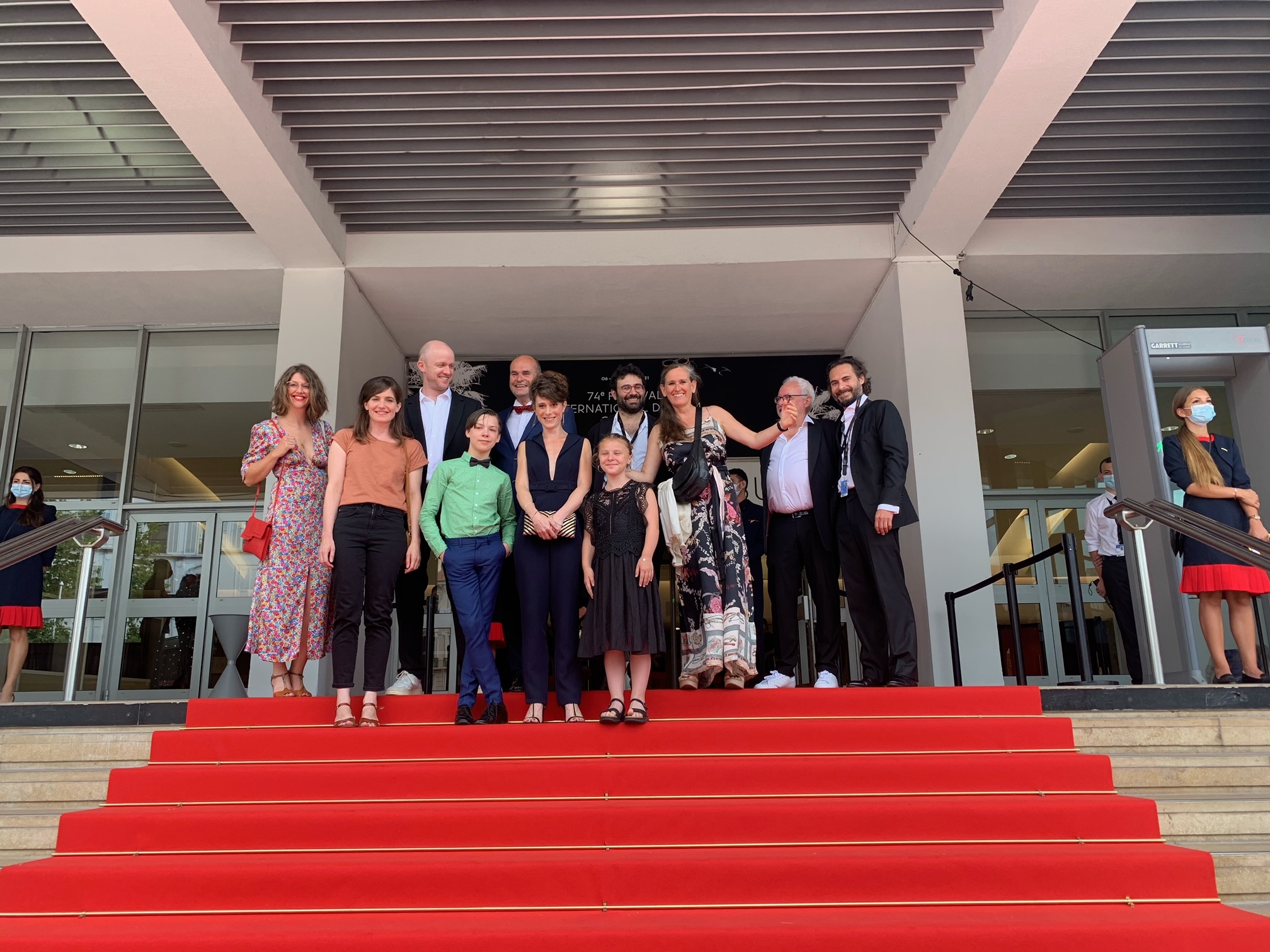
Laura Wandel, Maya Vanderbeque, Günter Duret und Laura Verlinden bei der Premiere in Cannes

Die Produktion wurde unter anderem vom Flanders Audiovisual Fund und vom Centre du Cinéma et de l’Audiovisuel de la Fédération Wallonie-Bruxelles unterstützt.
Regie führte Laura Wandel, die auch das Drehbuch schrieb. Sie studierte am Institut des Arts de Diffusion in Ottignies-Louvain-la-Neuve in Belgien. Un monde ist ihr Debütspielfilm.
Die Kinderdarstellerin Maya Vanderbeque spielt Nora, Günter Duret ihren Bruder Abel und Karim Leklou ihren Vater Finnigan. Laura Verlinden spielt Agnes.
Die Premiere erfolgte am 8. Juli 2021 bei den Internationalen Filmfestspielen von Cannes, wo der Film in der Reihe Un Certain Regard gezeigt wurde. Im September 2021 wurde er beim San Sebastián International Film Festival und beim Guanajuato International Film Festival gezeigt, im Oktober 2021 beim Filmfest Hamburg, beim Film Fest Gent und beim London Film Festival. Im November 2021 wurde er beim Cambridge Film Festival vorgestellt. Am 5. Februar 2022 sollte der Film in die französischen Kinos kommen. Ende März, Anfang April 2022 wird er beim Vilnius International Film Festival gezeigt. Ende April, Anfang Mai 2022 wurde er im Rahmen des Filmfestivals Crossing Europe vorgestellt. Zur gleichen Zeit wurde er beim Prague International Film Festival (Febiofest) gezeigt. Anfang Juni 2022 wurde er beim Kinder- und Jugendfilmfestival in Zlín vorgestellt. Ende Juli 2022 wurde der Film beim New Horizons International Film Festival gezeigt. Im August 2022 wurde er beim Hong Kong International Film Festival gezeigt.

## Rezeption

### Kritiken
Bislang sind alle der bei Rotten Tomatoes aufgeführten Kritiken positiv, wobei der Film eine durchschnittliche Bewertung mit 8,3 von 10 möglichen Punkten erhielt.
Simon Eberhard schreibt bei outnow.ch, Un monde sei ein großer kleiner Film und ein echter Geheimtipp. Die junge Hauptdarstellerin Maya Vanderbeque sei phänomenal, und ihr Filmbruder Günter Duret stehe ihr in nichts nach.

### Auszeichnungen
Un monde wurde von Belgien als Beitrag für die Oscarverleihung 2022 in der Kategorie Bester Internationaler Film eingereicht und wurde im Dezember 2021 in eine Shortlist in dieser Kategorie aufgenommen.  Im Folgenden weitere Auszeichnungen und Nominierungen.
Crossing Europe 2022

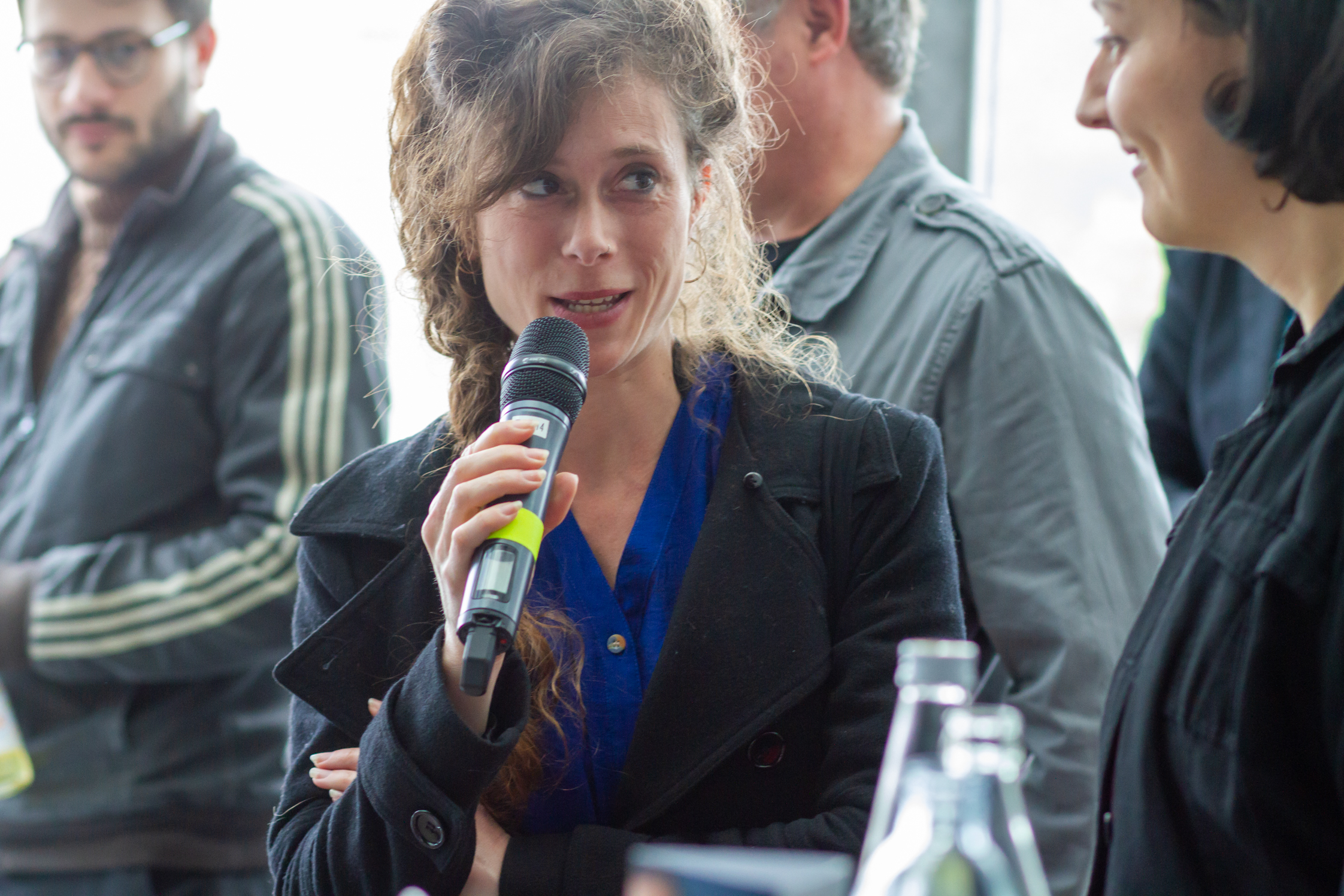
Regisseurin Laura Wandel im April 2022 bei Crossing Europe

- Nominierung im Competition Fiction
- Auszeichnung mit dem Publikumspreis[8][16]

Dublin International Film Festival 2022
- Auszeichnung für die Beste Kamera (Frédéric Noirhomme)[17]

El Gouna Film Festival 2021
- Nominierung im Feature Narrative Competition
- Auszeichnung als Beste Schauspielerin mit dem El Gouna Star (Maya Vanderbeque)[18][19]

Europäischer Filmpreis 2021
- Nominierung als Europäische Entdeckung – FIPRESCI-Preis (Laura Wandel)[20]

Filmfest Hamburg 2021
- Nominierung für den Art Cinema Award (Laura Wandel)
- Nominierung für den Young Talent Award (Laura Wandel)[3]

Fünf Seen Filmfestival 2022
- Auszeichnung als Bester Film mit dem Fünf Seen Filmpreis[21]

Göteborg International Film Festival 2022
- Auszeichnung als Bester Film im International Competition[22]

Internationale Filmfestspiele von Cannes 2021
- Nominierung für den Prix Un Certain Regard
- Auszeichnung mit dem FIPRESCI-Preis in der Sektion Un Certain Regard

London Film Festival 2021
- Auszeichnung mit dem Sutherland Award im First Feature Competition (Laura Wandel)[23]

LUCAS – Internationales Festival für junge Filmfans 2022
- Auszeichnung mit dem Preis für eine außergewöhnliche cineastische Leistung  in der Sektion 13+[24]

Melbourne International Film Festival 2022
- Nominierung im Bright Horizons Competition[25]

Palm Springs International Film Festival 2022
- Nominierung für den FIPRESCI-Preis als Bester fremdsprachiger Film[26]

San Sebastián International Film Festival 2021
- Nominierung in der Sektion Zabaltegi-Tabakalera (Laura Wandel)[27]

Sarajevo Film Festival 2021
- Lobende Erwähnung beim Preis für Geschlechtergleichheit[28]

Tallinn Black Nights Film Festival 2021
- Auszeichnung als Bester Jugendfilm mit dem Just Film Grand Prix (Laura Wandel)[29]